# Marcia Lucas
Marcia Lucas (Modesto, 4 de outubro de 1945) é uma editora estadunidense. Venceu o Oscar de melhor montagem na edição de 1978 por Star Wars, ao lado de Paul Hirsch e Richard Chew.